# Point of Order (film)
Point of Order is een Amerikaanse documentaire uit 1964. De film is een compilatie van televisieopnames waarin de Amerikaanse senator Joseph McCarthy in 1954 verhoord wordt over zijn controversiële omgang met Amerikaanse communisten. Tegelijk met de film kwam een boek uit met de gehele tekst van het verhoor daarin. In 1993 werd de film toegevoegd aan het National Film Registry.